# François Dufay
Pour les articles homonymes, voir Dufay.
François Dufay, né le 15 décembre 1962 à Suresnes (Seine aujourd'hui dans les Hauts-de-Seine) et mort accidentellement le 25 février 2009 à Molines-en-Queyras (Hautes-Alpes), est un journaliste et écrivain français, notamment rédacteur en chef à L'Express.

## Biographie
Ancien élève du lycée Condorcet à Paris et de l'École normale supérieure (promotion 1983 Lettres), agrégé de lettres modernes, François Dufay entre en 1989 au magazine Le Point, où il travaille comme rédacteur en chef adjoint au service politique, d'abord auprès de Denis Jeambar, directeur de la rédaction, puis avec Catherine Pégard. Il y publie ainsi des portraits de Jacques Chirac, Jean-Marie Le Pen ou encore André Labarrère. Il passe ensuite au service Culture. En décembre 2007, il quitte Le Point pour devenir le rédacteur en chef du service Livres de L'Express, magazine dont le directeur de la rédaction est un autre normalien, Christophe Barbier.
Écrivain lui-même, il s'intéresse au comportement face au nazisme des écrivains français pendant la Seconde Guerre mondiale. Ainsi, dans Le Voyage d'automne, évoque-t-il Drieu la Rochelle, Jacques Chardonne, Ramon Fernandez et leur périple en Allemagne nazie en octobre 1941.
Son dernier article paru, le 4 mars 2009, est une critique du livre de Jean-Luc Barré sur François Mauriac (François Mauriac : biographie intime, 1885-1940, Fayard).
Il meurt accidentellement à 46 ans, renversé et tué sur le coup par une voiture le 25 février 2009 à Molines-en-Queyras dans les Hautes-Alpes, où il séjournait en vacances avec sa famille,.

## Ouvrages
- Les Normaliens : de Charles Péguy à Bernard-Henri Lévy, un siècle d’histoire (en collaboration avec Pierre-Bertrand Dufort), Paris, Lattès, 1993  (ISBN 2-7096-1307-7).
- Maximes et Autres Pensées remarquables des moralistes français, textes présentés par François Dufay, Paris, Lattès, 1993  (ISBN 2-7096-1917-2).
- Le Voyage d'automne : octobre 1941, des écrivains français en Allemagne, Paris, Plon, 2000  (ISBN 2-259-19130-4).
- Le Soufre et le Moisi : la droite littéraire après 1945 : Chardonne, Morand et les Hussards, Paris, Perrin, 2006)  (ISBN 2-262-01907-X).
- Georges-Arthur Goldschmidt, Un enfant aux cheveux gris : conversations avec François Dufay , Paris, CNRS Éditions, 2008  (ISBN 978-2-271-06649-7).

## Distinctions
- Prix Hachette en 2007.
- Prix Hennessy du journalisme littéraire en 2008. Ce prix lui a été remis par Bernard Pivot.